# Veb-programer
Veb-developer je osoba koja obavlja neki od poslova vezanih za razvoj veb-aplikacija.

## Priroda posla
Veb-developer može raditi samostalno kao frilenser ili u različitim tipovima organizacija, počevši od malih i srednjih preduzeća, pa sve do velikih korporacija i državnih institucija. Može biti stalno zaposlen u jednoj kompaniji, ili istovremeno sarađivati kao konsultanti ili spoljni saradnik sa različitim kompanijama.

## Tip posla
Laici obično poistovećuju pojmove veb-developera i programera, što je pogrešno. Posao veb-developera, pored programiranja, zahteva multidisciplinarno znanje i iskustvo i obuhvata procese kao što su razvoj, dizajn, implementacija, standardizacija, bezbednost, razvoj i optimizacija baze podataka, održavanje. Sa druge strane, posao programera se svodi na zadatak da tuđu ideju pretvori u programski kôd.
Moderne veb-aplikacije poseduju višeslojnu arhitekturu i zavisno od veličine tima, veb-developer se može specijalizovati za jedan ili više slojeva.

## Obrazovanje i licenciranje
Ne postoje formalni kriterijumi po pitanju obrazovanja ili licenci koji bi definisali ko može da se bavi poslom veb-developera. Međutim, mnogi fakulteti i više škole nude studijske programe i kurseve na polju veb-razvoja. Takođe, na internetu su dostupni mnogobrojni članci i tjutorijali, besplatni i komercijalni, koji se bave ovom tematikom.
Međutim, za nekoga ko želi da bude veb-developer i da radi na veb-projektima, podrazumeva se da poseduje napredno znanje i veštine iz sledećih oblasti:
- Programiranje na strani servera. PHP, Perl, Python, CGI, Ruby...
- Programiranje na strani klijenta. Javaskript, Ajaks, ...
- Razvoj strukture baze podataka. MySQL, MariaDB, Oracle, PostgreSQL, SQLite...